# 南山人壽境界成就計畫事件
南山人壽境界成就計畫事件是台灣金融界的信息安全事件，指南山人壽的委託德國SAP公司製作的新保險系統「境界成就計畫」軟體在2018年9月上線後引發的一系列問題，期間南山人壽可能有十多萬資料出現問題。該問題直到2022年後才逐漸緩解。

## 背景
2011年，杜英宗、蔡其瑞、尹衍樑等人獲得南山人壽經營權，但由於杜英宗在此之前沒有金融相關經歷，因此依法到2014年才正式成為南山人壽董事長。杜英宗上任後，打算合併底下現有的資料庫與數百種程式，並最先與IBM接洽。但南山在得知IBM的軟體其中有一大部分由德國的SAP購得以進行整合，突然改變想法，南山挖腳了原本在IBM任職的吳雪華主導境界成就計畫，並且打算直接向SAP購買軟體，讓SAP進行整合，然而無論是南山或SAP都沒有大型軟體整合，或者製作金融軟體的經驗。SAP雖然號稱歐洲第一軟體公司，但實務經驗與專案管理能力卻與IBM相差甚遠。

## 程式與決策的錯誤
- 南山新入主的管理階層尚未取得員工的信任就進行大規模的改革[1]
- 南山人壽與SAP未進行足夠的測試就將新系統上線
- 南山假設中華民國身分證號碼是一人對應一碼，實際上在台灣戶政系統進入電腦時代前，有大量重複編碼
- 南山的新系統只要稍微修改個人訊息（如地址），就會造成系統出錯[1]

## 結果
南山人壽董事長杜英宗在2019年9月被金管會停止職務，金管會也對南山人壽開出多張罰單，並且南山人壽失去賣保單的許可，直到2024年解禁。
南山人壽在2022年，耗費8年時間和接近新台幣110億元後，終於將境界系統上線。

## 引用來源
1. 1 2 3  盧沛樺. . 天下雜誌. 2019-09-17  [2024-03-30]. （原始内容存档于2021-12-04）.
2. ↑  聯合新聞網. . 聯合新聞網.   [2024-03-30]. （原始内容存档于2024-03-30） （中文（臺灣））.
3. ↑  洪凱音. . 中國時報.   [2024-03-30]. （原始内容存档于2024-03-30）.